# Lesbians and Gays Support the Miners
Lesbians and Gays Support the Miners (LGSM) fue una organización de lesbianas y gais que se unieron en apoyo a los mineros en la huelga de 1984 a 1985 ocurrida en Gran Bretaña. Se formaron un total de once grupos en todo el Reino Unido, siendo el más numeroso el localizado en Londres.

## Historia
En 1984, el gobierno de Margaret Thatcher confiscó los fondos del Sindicato Nacional de Mineros (National Union of Mineworkers). De facto, impedía el acceso de los mineros en huelga a las donaciones que se enviaban al sindicato para apoyarles. Como consecuencia desde el sindicato, se animó a los grupos de apoyo a la huelga en Gran Bretaña a «hermanarse» directamente con las diferentes comunidades mineras de Inglaterra, Escocia y Gales.
La organización Lesbians and Gays Support the Miners fue fundada por Mark Ashton y su amigo Michael (Mike) Jackson después de que ambos recaudaran donaciones para los mineros durante la Marcha del Orgullo de 1984 en Londres. El grupo LGSM de Londres, tuvo diversos lugares de reunión, entre ellos la librería LGBT Gay's the Word, que les sirvió de cuartel general y sede habitual,. LGSM se hermanó con los grupos de apoyo a mineros de los valles de Neath, Dulais y Swansea.
En noviembre de 1984, algunas lesbianas apostaron por crear un grupo de activistas exclusivamente de mujeres y se separó del LGSM para formar, Lesbians Against Pit Closures.
Se recaudaron aproximadamente 20,000.00£ para las familias de los mineros que estaban en huelga. También realizaron visitas a los enclaves mineros en huelga. El evento para recaudar fondos que tuvo trascendencia fue el llamado «Pits and Perverts» («Pozos mineros y pervertidos»). Tuvo lugar en el Electric Ballroom de Camden Town, Londres, el 10 de diciembre de 1984. En él actuó Bronski Beat, cuyo cantante era Jimmy Somerville. Se afirmó que el título de la fiesta fuecopiado de un titular periodístico, que cubría el trabajo del LGSM. El artículo pretendía avergonzar al movimiento. La intención del artículo era socavar la causa de los mineros en huelga al ligarlo con "pervertidos", pero acabó teniendo el efecto contrario. Los «pervertidos» se apropiaron del término con el que se les calificaba y lo convirtieron en eslogan propio. Lo transformaron en un símbolo de desafío y unidad frente al ataque de poderosos barones de la prensa, identificados como aliados Margaret Thatcher en pulso con los mineros huelguistas.
Las alianzas que la campaña forjó entre grupos LGBT y el movimiento obrero se convirtieron en un punto de inflexión en el progreso de los derechos LGBT en el Reino Unido. Los grupos de mineros vinculados al partido Laborista comenzaron a apoyar y participar activamente en diversas actividades del Orgullo Gay del Reino Unido. En la conferencia del Partido Laborista de 1985 en Bournemouth, por primera vez, se aprobó una resolución que de apoyo del partido a la igualdad de derechos para las personas LGBT. La resolución pasó en gran parte gracias al apoyo masivo de los votos del Sindicato Nacional de Mineros (National Union of Mineworkers). Durante la campaña contra el Artículo 28 realizada en 1988.el movimiento sindical minero estuvo entre los aliados más visibles con la comunidad LGBT.
Un archivo del trabajo de grupo de Londres se conserva en el People's History Museum en Mánchester (Inglaterra). Incluye las actas de las reuniones semanales, correspondencia, recortes de prensa, material de propaganda, pines, fotografías y la pancarta.
La alianza formada por el grupo de Londres con un pueblo minero de Gales fue la trama en la que se basó la película Pride (2014), dirigida por Matthew Warchus. El papel de Ashton, el principal activista de la campaña, es interpretado por Ben Schnetzer.